# Vanessa Lee Chester

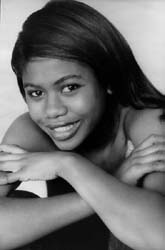
Vanessa Lee Chester (2007)

Vanessa Lee Chester (* 2. Juli 1984 in Brooklyn, New York City, New York) ist eine US-amerikanische Schauspielerin und Synchronsprecherin.

## Leben
Chester wurde am 2. Juli 1984 in Brooklyn als Tochter guyanischer Einwanderer geboren. Als Geburtsort wird allerdings auch Los Angeles, Kalifornien angegeben. Sie war die erste aus der Familie, die in den USA geboren wurde. Sie hat einen jüngeren Bruder. Die Familie lebte in Brooklyn und für kurze Zeit am Ocean Parkway (Brooklyn) an der Grenze zwischen Flatbush und Park Slope. 2006 erhielt sie ihren Bachelor of Science an der University of Southern California mit Nebenfach Betriebswirtschaftslehre.

## Karriere
1992 gab Chester in einer Episode der Fernsehserie Echt super, Mr. Cooper ihr Schauspieldebüt.
Sie wurde durch den Film Little Princess aus dem Jahr 1995 und als Kelly Curtis-Malcolm, Filmtochter des von Jeff Goldblum dargestellten Charakters, in Vergessene Welt: Jurassic Park aus dem Jahr 1997 international bekannt. Danach trat sie vor allem in US-amerikanischen Fernsehserien wie Malcolm mittendrin und The West Wing – Im Zentrum der Macht und Mitte der 2010er Jahre in Komödien wie Extreme Movie und 17 Again – Back to High School auf. 
Die Rolle in Little Princess brachte ihr 1996 eine Nominierung für den Young Artist Award ein. Diesen gewann sie ein Jahr später, für ihre Rolle in dem Film Harriet, die kleine Detektivin. Für ihre Leistungen in Vergessene Welt: Jurassic Park wurde sie sowohl für einen Image Award als auch für einen Saturn Award nominiert.

## Filmografie (Auswahl)
- 1992: Echt super, Mr. Cooper (Hangin’ with Mr. Cooper, Fernsehserie, Episode 1x10)
- 1993: CB4
- 1994: Me and the Boys (Fernsehserie, 2 Episoden)
- 1995: Happily Ever After: Fairy Tales for Every Child
- 1995: Little Princess (A Little Princess)
- 1996: Harriet, die kleine Detektivin (Harriet the Spy)
- 1997: Vergessene Welt: Jurassic Park (The Lost World: Jurassic Park)
- 1997: Ein Wink des Himmels (Home of the Brave/Promised Land, Fernsehserie, 2 Episoden)
- 1999: Eine wie keine (She's All That)
- 1999: Sechs unter einem Dach (Get Real, Fernsehserie, Episode 1x05)
- 1999–2000: Noch mal mit Gefühl (Once and Again, Fernsehserie, 5 Episoden)
- 2000: Meine Stiefschwester ist ein Alien (Stepsister from Planet Weird, Fernsehfilm)
- 2000: Dreams in the Attic (Fernsehfilm)
- 2002: Frauenpower (Family Law, Fernsehserie, Episode 3x16)
- 2002: Malcolm mittendrin (Malcolm in the Middle, Fernsehserie, Episode 4x02)
- 2004: Crossing Jordan – Pathologin mit Profil (Crossing Jordan, Fernsehserie, Episode 3x08)
- 2005: Without a Trace – Spurlos verschwunden (Without a Trace, Fernsehserie, Episode 4x04)
- 2006: The West Wing – Im Zentrum der Macht (The West Wing, Fernsehserie, Episode 7x12)
- 2006: Veronica Mars (Fernsehserie, Episode 2x18)
- 2006: The Shift (Kurzfilm)
- 2006: Justice – Nicht schuldig (Justice, Fernsehserie, Episode 1x10)
- 2008: Extreme Movie
- 2009: 17 Again – Back to High School (17 Again)
- 2010: Lone Star (Fernsehserie, Episode 1x04)
- 2011: 9ine (Fernsehserie, Episode 1x09)
- 2011: Switched at Birth (Fernsehserie, Episode 1x07)
- 2011: Reconstruction (Fernsehfilm)
- 2012: How I Met Your Mother (Fernsehserie, Episode 8x05)
- 2013: Welcome to Sanditon (Miniserie, 4 Episoden)
- 2014: The Costume Shop
- 2014: The Arrangement (Kurzfilm)
- 2015: Fated (Kurzfilm)
- 2015: Scorpion (Fernsehserie, Episode 1x21)
- 2015: The Victim (Kurzfilm)
- 2016: Ladies Like Us: The Rise of Neighborhood Watch (Fernsehserie, Episode 1x04)
- 2017: Happily Never After (Fernsehfilm)
- 2017: City Girl (Fernsehserie)
- 2018: TMI Hollywood (Fernsehserie, Episode 9x10)
- 2019: Shameless (Fernsehserie, Episode 9x11)
- 2019: Dollface (Fernsehserie, Episode 1x01)
- 2019: The Coop (Fernsehserie, 4 Episoden)
- 2020: Lazzer Party (Kurzfilm)
- 2021: Just a Ghoul (Kurzfilm)
- 2022: Pretty Problems
- 2022: Give Me an A

## Synchronisationen (Auswahl)
- 1997: The Lost World: Jurassic Park – Chaos Island (Computerspiel)
- 1997: 13 auf einen Streich (Zeichentrickserie, Episode 2x08)